# Oskar Anderson
Oskar Johann Viktor Anderson (Minsk, 2 agosto 1887 – Monaco di Baviera, 12 febbraio 1960) è stato uno statistico tedesco noto per i suoi contributi alla matematica statistica.

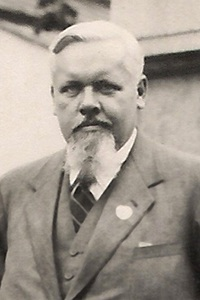
Oskar Anderson

È nato a Minsk in una famiglia di origine tedesca ed è cresciuto a Kazan' assieme ai suoi due fratelli: il folclorista di successo Walter Anderson e l'astrofisico Wilhelm Anderson.
Dal 1907 studiò economia a San Pietroburgo dove divenne prima l'allievo e poi l'assistente di Aleksandr Aleksandrovič Čuprov.  Nel 1912 ottiene il suo primo incarico accademico come docente a San Pietroburgo. Nel 1917 si trasferisce a Kiev dove consegue nel 1918 l'abilitazione. Nel 1920 Anderson lascia la Russia e si trasferisce inizialmente in Ungheria a Budapest, per poi accettare nel 1924 un incarico come professore presso l'università di economia di Varna (Bulgaria), dove rimase fino al 1933.
Dal 1935 al 1940 era professore all'Università di Sofia dove ottenne il posto di direttore dell'istituto di statistica per la ricerca economica.
Durante la seconda guerra mondiale si trasferisce in Germania e dal 1942 insegna all'Università Christian Albrechts a Kiel, dove rimase fino al 1947, quando ottenne la cattedra di economia all'Università di Monaco.

## Scritti
- Über die repräsentative Methode und deren Anwendung auf die Aufarbeitung der Ergebnisse der bulgarischen landwirtschaftlichen Betriebszählung vom 31. Dezember 1926, Bayer. Statist. Landesamt. München, 1949
- Die Saisonschwankungen in der deutschen Stromproduktion vor und nach dem Kriege , Inst. f. Wirtschaftsforschung, München, 1950